# Pintu Mahata
Pintu Mahata là một cầu thủ bóng đá người Ấn Độ thi đấu ở vị trí tiền đạo chạy cánh cho Mohun Bagan ở I-League.

## Sự nghiệp
Là một sản phẩm của Mohun Bagan, Mahata nằm trong đội một của câu lạc bộ sau khi các cầu thủ đá chính Subhasish Bose và Raynier Fernandes bị chấn thương. Anh có màn ra mắt cho câu lạc bộ ngày 1 tháng 4 năm 2017 trước Bengaluru FC. Anh vào sân ở phút 89 thay cho Souvik Chakraborty và Mohun Bagan giành chiến thắng 3–0.

## Thống kê sự nghiệp
Tính đến 14 tháng 4 năm 2017
| Câu lạc bộ          | Mùa giải            | Giải vô địch        | Giải vô địch | Giải vô địch | Cúp Liên đoàn | Cúp Liên đoàn | Cúp Quốc gia | Cúp Quốc gia | Châu lục | Châu lục  | Tổng    | Tổng      |
| Câu lạc bộ          | Mùa giải            | Hạng đấu            | Số trận      | Bàn thắng    | Số trận       | Bàn thắng     | Số trận      | Bàn thắng    | Số trận  | Bàn thắng | Số trận | Bàn thắng |
| ------------------- | ------------------- | ------------------- | ------------ | ------------ | ------------- | ------------- | ------------ | ------------ | -------- | --------- | ------- | --------- |
| Mohun Bagan         | 2016–17             | I-League            | 1            | 0            | —             | —             | 0            | 0            | 0        | 0         | 1       | 0         |
| Tổng cộng sự nghiệp | Tổng cộng sự nghiệp | Tổng cộng sự nghiệp | 1            | 0            | 0             | 0             | 0            | 0            | 0        | 0         | 1       | 0         |